# Oliver Plunkett
Oliver Plunkett (u Oliver Plunket; en irlandés: Oilibhéar Pluincéid; 1 de noviembre de 1625– 1 de julio de 1681) fue el arzobispo católico de Armagh y primado de Irlanda y la última víctima del complot papista. Fue beatificado en 1920 y canonizado en 1975, convirtiéndose así en el primer nuevo santo irlandés en casi setecientos años.

## Biografía
Oliver Plunkett nació el 1 de noviembre de 1625en Loughcrew, condado de Meath, Irlanda, en una familia pudiente de ascendencia hiberno-normanda de las incluidas en los ingleses viejos. Nieto de James Plunkett, séptimo barón Killeen (fallecido en 1595), estaba emparentado con varias familias terratenientes, como los recientemente ennoblecidos condes de Roscommon, así como con los ya establecidos condes de Fingall, Lords Louth y Señores Dunsany. Hasta los dieciséis años, fue educado por su primo Patrick Plunkett, abad de St Mary's, Dublín y hermano de Luke Plunkett, conde de Fingall, que alcanzaría posteriormente las dignidades de obispo de Ardagh y de Meath. Como aspirante al sacerdocio, partió hacia Roma en 1647, bajo el cuidado del padre Pierfrancesco Scarampi del Oratorio Romano, en medio de las guerras confederadas irlandesas, que enfrentaban esencialmente a católicos irlandeses nativos, anglicanos ingleses e irlandeses e inconformistas anglicanos. Scarampi fue enviado papal por el Papa para contactar con la Confederación Irlandesa . Muchos de los familiares de Plunkett pertenecían a este órgano.

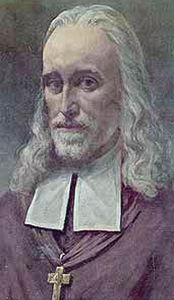
Retrato de Oliver Plunkett

Fue admitido en el Irish College de Roma y demostró ser un alumno capaz. Fue ordenado sacerdote en 1654 y recibió la misión de actuar como representante en Roma de los obispos irlandeses. Mientras tanto, Oliver Cromwell había conseguido poner fin a la guerra y sofocar totalmente el levantamiento confederado (1649-1653), derrotando totalmente la causa católica; tras la victoria de Cromwell, se prohibió la práctica pública del catolicismo y el clero católico fue ejecutado. A consecuencia de la nueva situación, a Plunkett le resultó imposible regresar a Irlanda durante muchos años. Permaneció en Roma y, en 1657, se convirtió en profesor de teología. Durante todo el período de la Mancomunidad y durante la primera parte del reinado de Carlos II, prosiguió en su defensa de la Iglesia católica irlandesa mientras servía como como profesor de teología en los Colegios Pontificios. En la Congregación para la Evangelización de los Pueblos el 9 de julio de 1669 fue nombrado arzobispo de Armagh, la sede primacial irlandesa, y fue consagrado el 30 de noviembre en Gante por el obispo de Gante, Eugeen-Albert, conde de Allamont. Finalmente volvió a pisar suelo irlandés el 7 de marzo de 1670, cuando la Restauración inglesa de 1660 había comenzado sobre una base de tolerancia. El palio le fue concedido en el Consistorio del 28 de julio de 1670.
Tras su llegada a Irlanda, abordó la embriaguez entre el clero, escribiendo: "Eliminemos este defecto de un sacerdote irlandés y será un santo". Las leyes penales se relajaron de acuerdo con la Declaración de Breda en 1660  y consiguió establecer un colegio jesuita en Drogheda en 1670. Un año más tarde, 150 estudiantes asistieron a la universidad, de los cuales al menos 40 eran protestantes, lo que convirtió a esta universidad en la primera escuela integrada en Irlanda. Su ministerio fue exitoso y se dice que confirmó a 48.000 católicos en un período de 4 años. El gobierno de Dublín, dirigido por el Lord Teniente de Irlanda, el duque de Ormonde (protestante de padres católicos) se mostró tolerante hacia la jerarquía católica hasta mediados de la década de 1670. Plunkett fue ejecutado en Tyburn, Inglaterra, el 1 de julio de 1681. Fue ahorcado, arrastrado y descuartizado por traición y "promover la fe romana".

## Trama papista

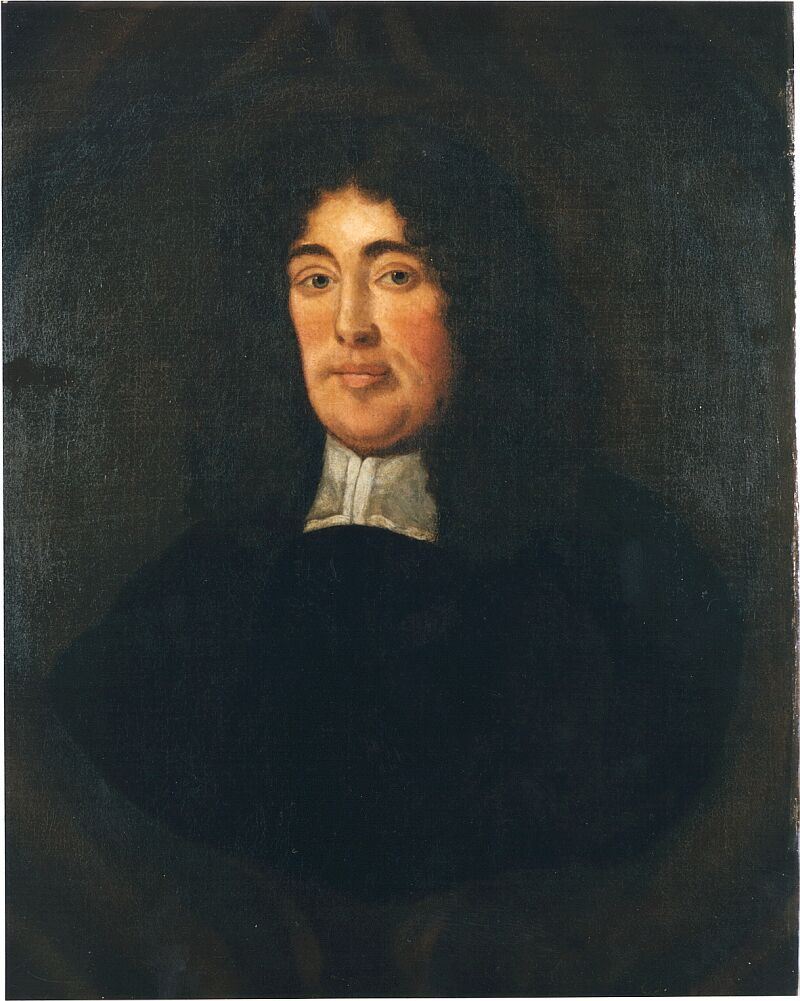
Titus Oates, autor del " complot papista "

Tras la promulgación de la Test Act en 1673, a la que Plunkett se opuso por razones doctrinales, el colegio fue cerrado y demolido. Plunkett se pasó a la clandestinidad y viajó disfrazado, evitando registrarse  en un puerto marítimo  para pasar al exilio. Durante los siguientes años años apenas fue molestado ya que el gobierno de Dublín, excepto cuando recibía presiones desde el gobierno inglés en Londres, prefería dejar tranquilo al clero católico.
En 1678, el llamado complot papista, urdido en Inglaterra por el clérigo Titus Oates, desencadenó nuevas acciones anticatólicas. El arzobispo Peter Talbot de Dublín fue arrestado y Plunkett volvió nuevamente a esconderse. Se informó al Consejo Privado de Inglaterra, en Westminster, de que Plunkett planeaba una invasión con la ayuda de Francia. Se dice que el promotor de la campaña fue Arthur Capell, conde de Essex, que había sido Lord Teniente de Irlanda en 1672-77 y esperaba recuperar el cargo desacreditando al duque de Ormonde. Sin embargo, la posterior petición de clemencia de Essex parece indicar que no pretendía provocar la muerte de Plunkett.

### Juicio
A pesar de estar en busca y captura, Plunkett se negó a abandonar a sus feligreses. En algún momento antes de su encarcelamiento final, se refugió en una iglesia en la ciudad de Killartry, parroquia de Clogherhead en el condado de Louth, cerca de Drogheda. Fue arrestado en Dublín el 6 de diciembre de 1679 y encarcelado en el Castillo de Dublín, donde dio la absolución al moribundo Talbot. Plunkett fue juzgado en Dundalk por conspirar contra el estado al supuestamente maniobrar para facilitar la llegada a Irlanda de 20.000 soldados franceses e imponer un impuesto a su clero para apoyar a 70.000 hombres en la rebelión. Aunque esto no fue probado, algunos círculos gubernamentales estaban preocupados por la posibilidad de que se estuviera planteando una repetición de la rebelión irlandesa de 1641 y, en cualquier caso, esta era una excusa conveniente para proceder contra Plunkett. El duque de Ormonde, consciente de que Lord Essex estaba utilizando la crisis para socavarlo, no defendió a Plunkett en público, aunque manifestó en privado su creencia en la inocencia de Plunkett y su desprecio por los informantes en su contra: "tontos vagabundos borrachos... en quienes ningún colegial confiaría para robar un huerto".

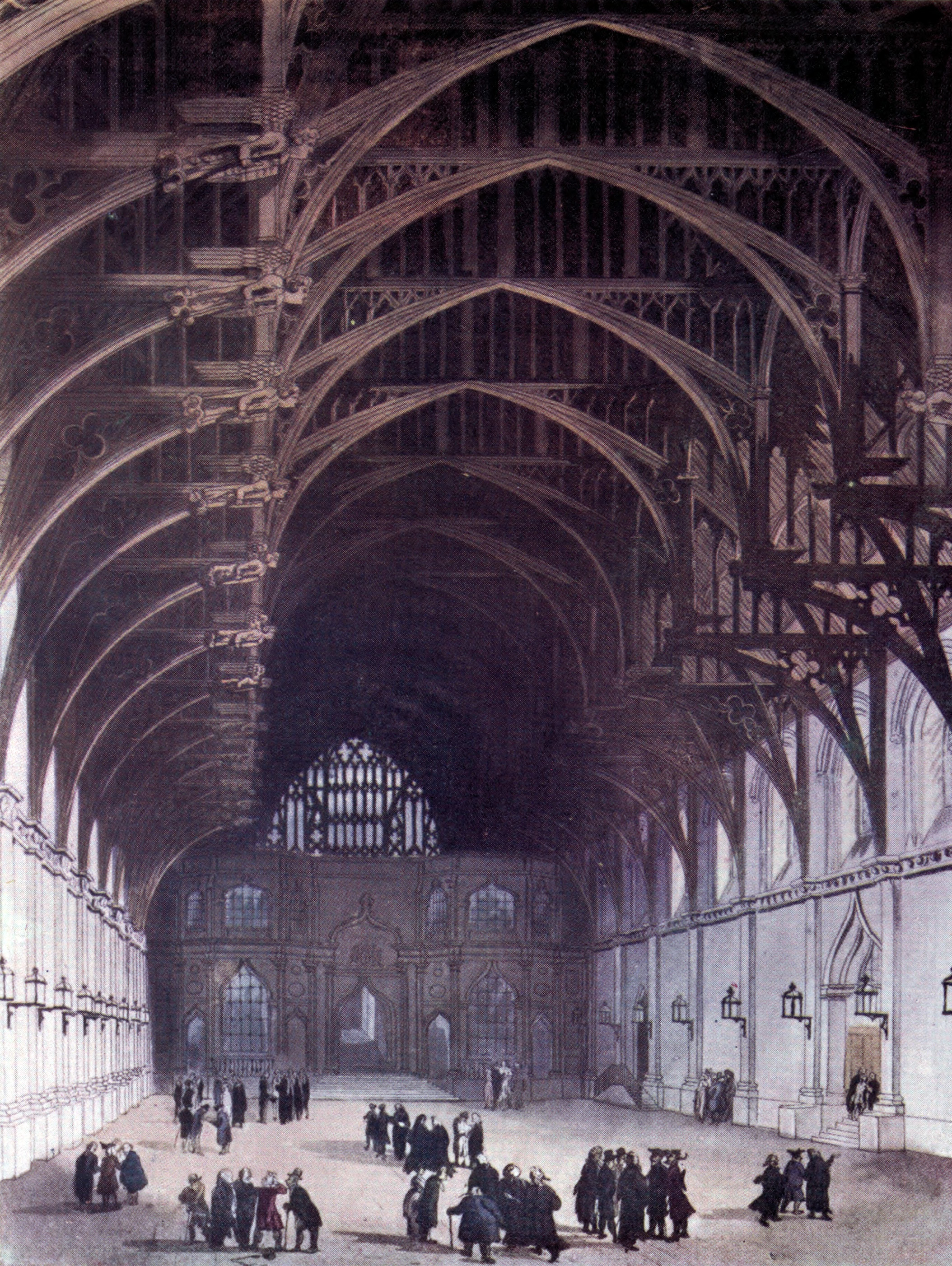
Westminster Hall, donde fue juzgado Plunkett

Plunkett no presentó objeciones a ser juzgado por un jurado formado exclusivamente por protestantes, pero el juicio fracasó pronto, ya que los testigos de la acusación eran hombres también buscados por la ley y temían presentarse ante el tribunal. Lord Shaftesbury sabía que Plunkett nunca sería condenado en Irlanda, por lo que Plunkett fue trasladado a Newgate en Londres para ser juzgado en Westminster Hall. El primer gran jurado no pudo emitir un veredicto de culpabilidad, pero tampoco fue puesto en libertad. El segundo juicio se ha considerado en general como un grave fraude judicial; A Plunkett se le negó un abogado defensor (aunque Hugh Reily actuó como su asesor legal) y tiempo para reunir a sus testigos de la defensa, y también vio frustrados sus intentos por obtener los antecedentes penales de quienes iban a declarar en su contra. Su criado James McKenna y un pariente, John Plunkett, no lograron obtener testigos favorables y pruebas para la defensa dentro del tiempo disponible. Durante el proceso, el arzobispo Plunkett cuestionó el derecho del tribunal a juzgarlo en Inglaterra y también llamó la atención sobre el pasado criminal de los testigos, pero fue en vano.
El clérigo escocés y futuro obispo de Salisbury, Gilbert Burnet, testigo ocular de los juicios del Complot, no tenía ninguna duda de la inocencia de Plunkett, a quien elogió como un hombre sabio y sobrio que sólo deseaba vivir en paz y atender a su congregación.

### Ejecución

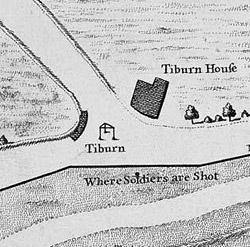
Mapa de la horca de Tyburn y sus alrededores inmediatos

El arzobispo Plunkett fue declarado culpable de alta traición en junio de 1681 "por promover la fe romana" y condenado a muerte.  Al dictar sentencia, el presidente del Tribunal Supremo dijo: "Usted ha hecho todo lo que ha podido para deshonrar a Dios en este caso; porque el fondo de su traición es el establecimiento de su religión falsa, que no hay nada que desagrade más a Dios"., o más pernicioso para la humanidad en el mundo". El jurado regresó quince minutos después con un veredicto de culpabilidad y el arzobispo Plunkett respondió: " Deo Gratias " (en latín, "gracias a Dios").
Se elevaron numerosas peticiones de clemencia, pero Carlos II, aunque era un criptocatólico reputado,  pensó que era un riesgo político otorgar el perdón a Plunkett. El embajador de Francia en Inglaterra, Paul Barillon, transmitió una petición de clemencia de Luis XIV . Carlos le dijo con franqueza que sabía que Plunkett era inocente, pero que no era el momento adecuado para dar un paso tan audaz. Lord Essex, dándose cuenta demasiado tarde de que sus intrigas habían conducido a la condena de un hombre inocente, hizo una petición similar. El rey, que solía ser un hombre templado, se volvió furioso contra Essex y le dijo: "su sangre caiga sobre tu cabeza; podrías haberlo salvado pero no lo hiciste, yo lo salvaría y no me atreveré".
Plunkett fue ahorcado, arrastrado y descuartizado en Tyburn el 1 de julio de 1681 a los 55 años, siendo el último mártir católico que murió en Inglaterra. [13] Su cuerpo fue enterrado en dos cajas de hojalata, junto a cinco jesuitas en el patio de la iglesia de St Giles in the Fields. En 1683, sus restos fueron exhumados y trasladados al monasterio benedictino de Lamspringe, cerca de Hildesheim, en Alemania. La cabeza fue llevada a Roma, y de allí a Armagh, y finalmente a Drogheda, donde reposa en la iglesia de San Pedro . La mayor parte del cuerpo fue llevado a la abadía de Downside, y algunas partes permanecen en Lamspringe. Con motivo de su canonización en 1975, su ataúd fue abierto y algunas partes de su cuerpo fueron entregadas a la Iglesia de San Pedro en Drogheda, Irlanda, y también a la nueva Iglesia de la Abadía de Worth, consagrada el 13 de julio de 1975.

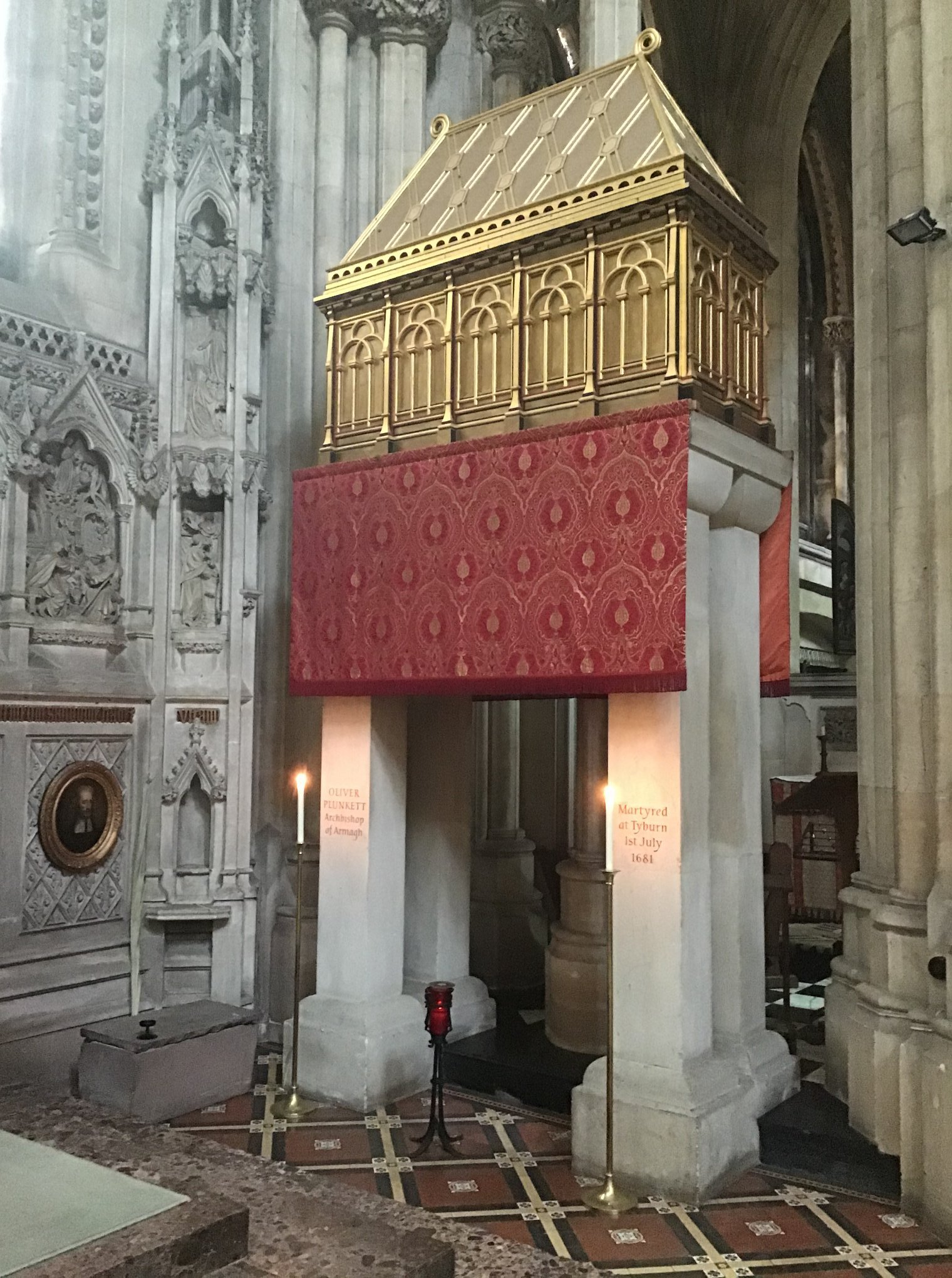
Ataúd de St Oliver Plunkett en la abadía de Downside.

## Legado

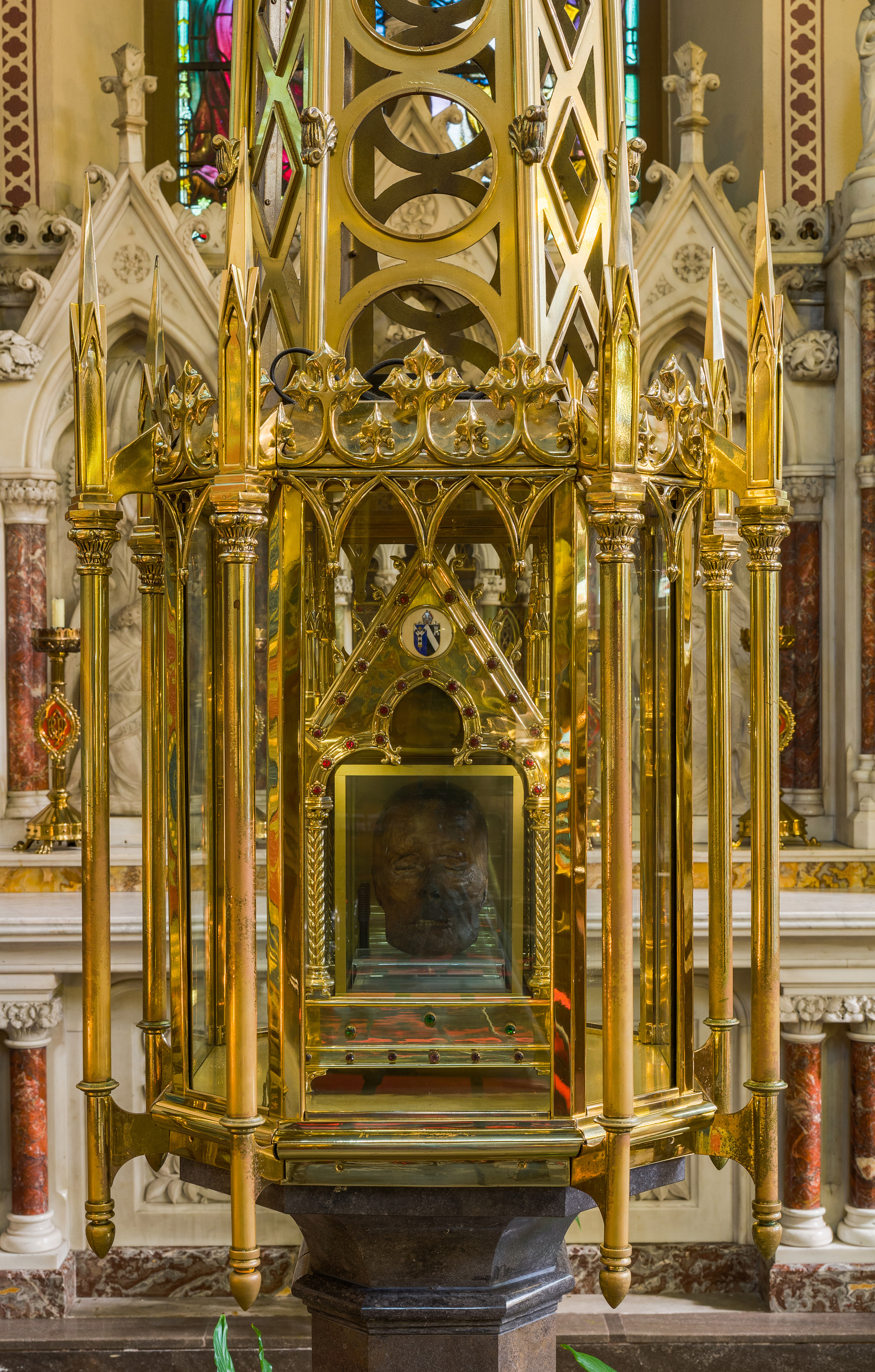
Cabeza de San Oliver Plunkett

Oliver Plunkett fue beatificado el 23 de mayo de 1920 por el Papa Benedicto XV.  La causa para su canonización se abrió el 27 de julio de 1951,  y concluyó en 1975, siendo el primer nuevo santo irlandés en casi setecientos años, [1] y el primero de los mártires irlandeses en ser beatificado.. Desde entonces, le siguieron otros 17 mártires irlandeses que fueron beatificados por el Papa Juan Pablo II en 1992. Entre ellos se encontraban el arzobispo Dermot O'Hurley, Margaret Ball y los mártires de Wexford .
En 1920, Boris Anrep creó un mosaico de él en la Catedral de Westminster, Londres.

En 1997, Plunkett fue nombrado santo patrón de la paz y la reconciliación en Irlanda, adoptado por el grupo de oración que hace campaña por la paz en Irlanda, "San Oliver Plunkett por la Paz y la Reconciliación".

### En la cultura popular
- En The Birthday Party de Harold Pinter, McCann le pregunta a Stanley "¿Qué pasa con el bendito Oliver Plunkett?"
- En The Ginger Man de JP Donleavy, Sebastian Dangerfield invoca repetidamente el nombre del "Bendito Oliver" y, hacia el final del libro, recibe una talla de madera de la cabeza del santo.
- En la película de David Caffrey de 2001 On the Nose, Nana, interpretada por Francis Burke, se refiere a la cabeza de un aborigen en un gran frasco de muestras como "Oliver Plunkett".
- En la novela de Colin Bateman de 2004, Tráeme la cabeza de Oliver Plunkett, la cabeza de Oliver Plunkett es robada de la iglesia de San Pedro.
- El álbum de 2021 de Too Much Joy, Mistakes Were Made, incluye una canción llamada "Oliver Plunkett's Head".

## Trabajos citados
- Blessed Oliver Plunkett: Historical Studies, Gill, Dublin, 1937.
- Cobbett (1810), Cobbett's Complete Collection of State Trials, Volume 8.
- Comyn, Sir James (1981). Irish at Law. London: Secker and Warburg.
- Forristal, Desmond (1975), Oliver Plunkett in his own Words, Veritas Publications, ISBN 1853905674.
- Glinert, Ed (2009), Martyrs & Mystics, Collins, ISBN 978-0-00-728642-3, (requiere registro).
- Hanly, John, ed. (1979), The Letters of Saint Oliver Plunkett, Dolmen Press.
- Kenyon, J.P. (2000). The Popish Plot. Phoenix Press Reissue.